# We Love Green
We Love Green est un festival français de musique électro-pop organisé à Paris depuis 2010, se déroulant en juin.

## Historique
Marie Sabot fonde au milieu des années 2000, avec Alexandre Jaillon (Trax), We Love Art. Cette structure permet d'organiser soirées et évènements liés à l'art, à la musique ou à la promotion commerciale de marques. Quelques années plus tard en 2011, le festival, principalement composé de musique électronique, est lancé au parc de Bagatelle avec 13 000 entrées. Années après années, la programmation musicale se diversifie alors même que le festival s'installe au Bois de Vincennes. En 2018, le festival s’appuie sur une équipe permanente d'une quinzaine de personnes, avec un budget de 4,6 millions d'euros. Très peu subventionné, il reste déficitaire et compliqué à organiser, ainsi que couteux face aux problèmes de logistique imposés par le site protégé du Bois de Vincennes.
En juillet 2025, le festival est racheté par le groupe Combat et AEG Presents France, qui prennent une participation de 80 %. We Love Art et Because conservent une participation de 20 %.

## Concept
Le festival est lancé pour montrer qu'il est possible d'allier grands événements musicaux et respect de l'environnement, concept intégré dès le départ,. Il est organisé par l'agence de communication événementielle We Love Art fondée par Marie Sabot, le label de musique Because représenté par Emmanuel de Buretel et le tourneur Corida. L'équipe s'efforce de mettre en œuvre des bonnes pratiques environnementales et énergétiques déjà répandues à l'étranger pour les faire essaimer ensuite grâce aux techniciens employés pour le festival ; l'organisation compte également sensibiliser les festivaliers. Les thématiques ainsi explorées concernent aussi bien la gestion des déchets que la restauration durable des festivaliers et l'alimentation en énergie renouvelable. De plus, le festival réserve des espaces à des associations engagées sur ces problématiques et depuis 2015, une scène entière réservée aux interventions et débats sur la transition écologique.

## Fréquentation
| Années | Festivaliers                         |
| ------ | ------------------------------------ |
| 2011   | 13 000                               |
| 2014   | 22 700                               |
| 2016   | 47 000                               |
| 2017   | 58 000                               |
| 2018   | 74 000                               |
| 2019   | 80 000                               |
| 2022   | 100 000                              |
| 2023   | 93 000                               |
| 2024   | 110 000[source secondaire souhaitée] |

## Éditions
Les styles musicaux représentés sont principalement l'électro, la pop-rock et le hip-hop.

## Controverses

### Impacts sur la biodiversité
Christine Nédélec, présidente de l'association écologiste France Nature Environnement Paris, dénonce la dissonance écologique du festival au sein du bois de Vincennes, classé en Zone naturelle d'intérêt écologique, faunistique et floristique, en dénonçant des pratiques de greenwashing. Elle dénonce l'impact du festival sur la biodiversité, composée de plus de 300 espèces sauvages de lichens et champignons, près de 500 plantes sauvages et 959 animaux sauvages, la présence de dizaines de milliers de festivaliers et l'impact acoustique avec un puissance sonore jusqu'à 102 décibels.
Les organisateurs déclarent avoir effectué une étude d'impact avec la Ligue pour la protection des oiseaux (LPO), sans en avoir publié les résultats. La LPO préconise « des recherches de grande ampleur sur la reproduction » pour en évaluer l'impact réel et plaide pour un report de date du festival, dont le mois de juin « coïncide avec la période de reproduction des oiseaux » au moment même où « près de la moitié des espèces d’oiseaux sont en déclin dans le monde ».
Marie Sabot, juge « difficile » de reporter les dates du festival car elles sont retenues en concertation avec le secteur afin de limiter la concurrence avec les Solidays fin juin, de Lollapalooza Paris en juillet, de Rock en Seine en août et en septembre celui de la Fête de l'Humanité. Elle estime ne pas avoir « le pouvoir décisionnel ».
Au printemps 2023, We Love Green mandate, en réaction, une étude d'impact annuel sur la flore et la faune du bois de Vincennes auprès de cabinets externes, pour évaluer l'impact du festival. Le festival s'en remet aux recommandations de la Mairie de Paris.
Marie-Noëlle Bernard, responsable de l'antenne locale du Groupe national de surveillance des arbres (GNSA) et du collectif Sauvons le bois de Vincennes, pointe la responsabilité de la Mairie de Paris gestionnaire du bois et qui a retenu ce lieu pour la tenue du festival à la suite d'un appel à projets en 2016. La mairie du 12e arrondissement de Paris, subventionne We Love Green et le Peacock Society Festival, à hauteur de 22 000 euros. En contrepartie, la mairie perçoit une redevance « équivalent à 8 % de son chiffre d'affaires, dans le cadre d'une convention d'occupation du domaine public », soit un montant entre 200 000 et 300 000 euros,.

### Presse
- Bernard Géniés et Frantz Hoëz, « Le rock, c'est bio », L'Obs, no 2795,‎ 31 mai au 6 juin 2018, p. 88 à 91 (ISSN 0029-4713)